# Sarcoscypha macaronesica
Sarcoscypha macaronesica är en svampart som beskrevs av Baral & Korf 1984. Sarcoscypha macaronesica ingår i släktet Sarcoscypha och familjen Sarcoscyphaceae.   Inga underarter finns listade i Catalogue of Life.